# Fajr Sepasi Sziraz
Fajr Shahid Sepasi Shiraz Football Club (pers. باشگاه فوتبال فجر شهید سپاسی شیرا) – irański klub piłkarski, grający w Azadegan League, mający siedzibę w mieście Sziraz.

## Sukcesy
- Hazfi Cup
  - zwycięstwo (1): 2001
  - finał (2): 2002, 2003
- League 2
  - mistrzostwo (1): 1997

## Stadion
Domowe mecze klub rozgrywa na stadionie Hafezieh Stadium, leżącym w mieście Sziraz. Stadion może pomieścić 22460 widzów.